# Jam Side Down
Jam Side Down è un brano inciso dalla rock band Status Quo, pubblicato come singolo nell'agosto del 2002.

## La canzone
Si tratta di una composizione della coppia di autori australiani Terry Britten/Charlie Dore, che viene incisa dalla band inglese per il celebrato album Heavy Traffic del 2002 ed estratta come primo singolo.
Sebbene venga sottoposto ad un solido trattamento negli arrangiamenti, il brano conserva intatta la sua innata dolcezza (invero un po' stridente con la vigoria e la robustezza che pervadono il resto dell'album) ed arriva alla posizione numero 17 nelle charts britanniche, facendo degli Status Quo gli unici artisti ad aver conquistato le Top Twenty del Regno Unito per cinque decadi consecutive.
Il pezzo deve molto del suo successo ad un video musicale ironico e divertente girato sulla Ark Royal, la nave ammiraglia della marina britannica, anche perché dal vivo è stato suonato una sola volta.

## Tracce

### CD 1
1. Jam Side Down - 3:27 - (Britten/Dore)
2. The Madness (inedito) - 3:55 - (Parfitt/Edwards)
3. Jam Side Down CD-Rom Video (Filmato a bordo della Portaerei "Ark Royal") - 3:27 - (Britten/Dore)

### CD 2
1. Jam Side Down - 3:27 - (Britten/Dore)
2. Down Down (Live) (da Top of the Pops 2, novembre 2000) - 5:00 - (Rossi/Young)
3. Rockin' All Over the World (Live) (da Top Of The Pops 2, novembre 2000) - 3:45 - (Fogerty)

## Formazione
- Francis Rossi (chitarra solista, voce)
- Rick Parfitt (chitarra ritmica, voce)
- Andy Bown (tastiere, chitarra, armonica a bocca, cori)
- John 'Rhino' Edwards (basso, voce)
- Matt Letley (percussioni)

## British singles chart
| Posizione | 17 | 17 | 25 | 44 | uscito |